# Sven E. Trägårdh

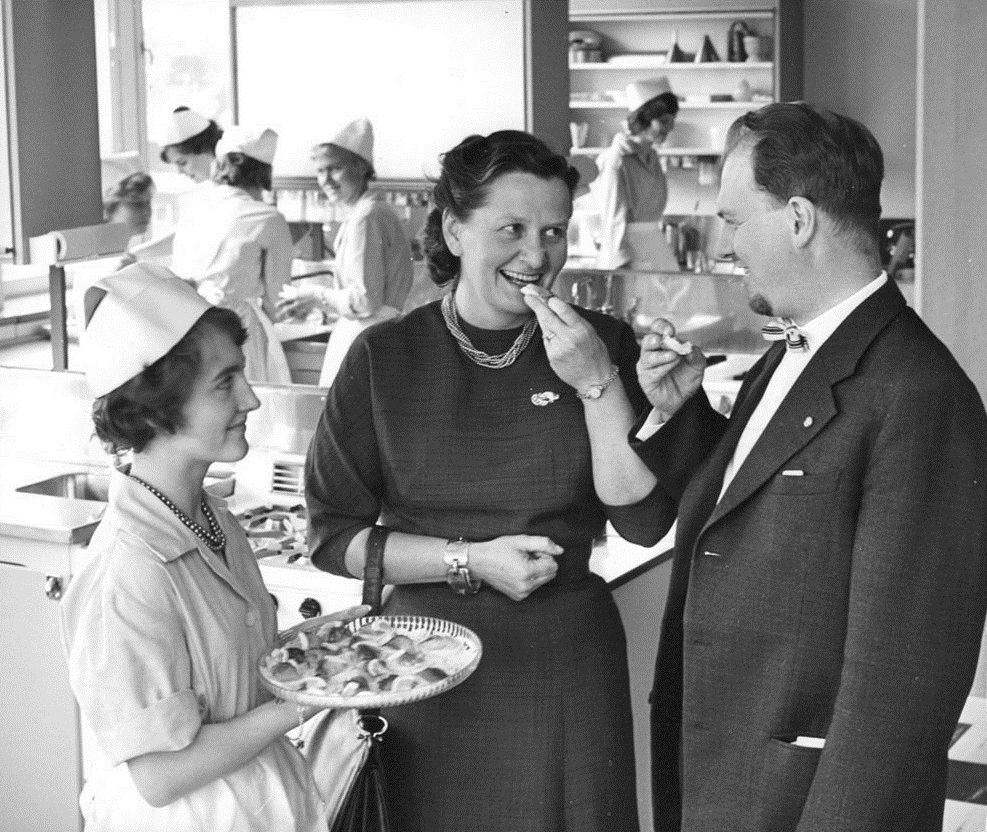
Gun Axelsson samt rektorn för Stockholms kommunala musikskola Sylvia Blixt och arkitekt Sven Trägårdh som provsmakar elevernas kakor vid invigningen av Västberga yrkesskola.

Sven Erik Trägårdh, född 15 maj 1922 i Oskarshamn, död 10 september 1988 i Täby, var en svensk arkitekt.

## Biografi
Trägårdh, som var son till docent Uno Trägårdh och Ingeborg Wettermark, avlade studentexamen i Stockholm 1940 och utexaminerades från Kungliga Tekniska högskolan 1944. Han bedrev därefter egen arkitektverksamhet och var under en period från 1949 arkitekt vid Arbetsmarknadsstyrelsen. Trägårdh är begraven på Täby norra begravningsplats.

## Verk i urval

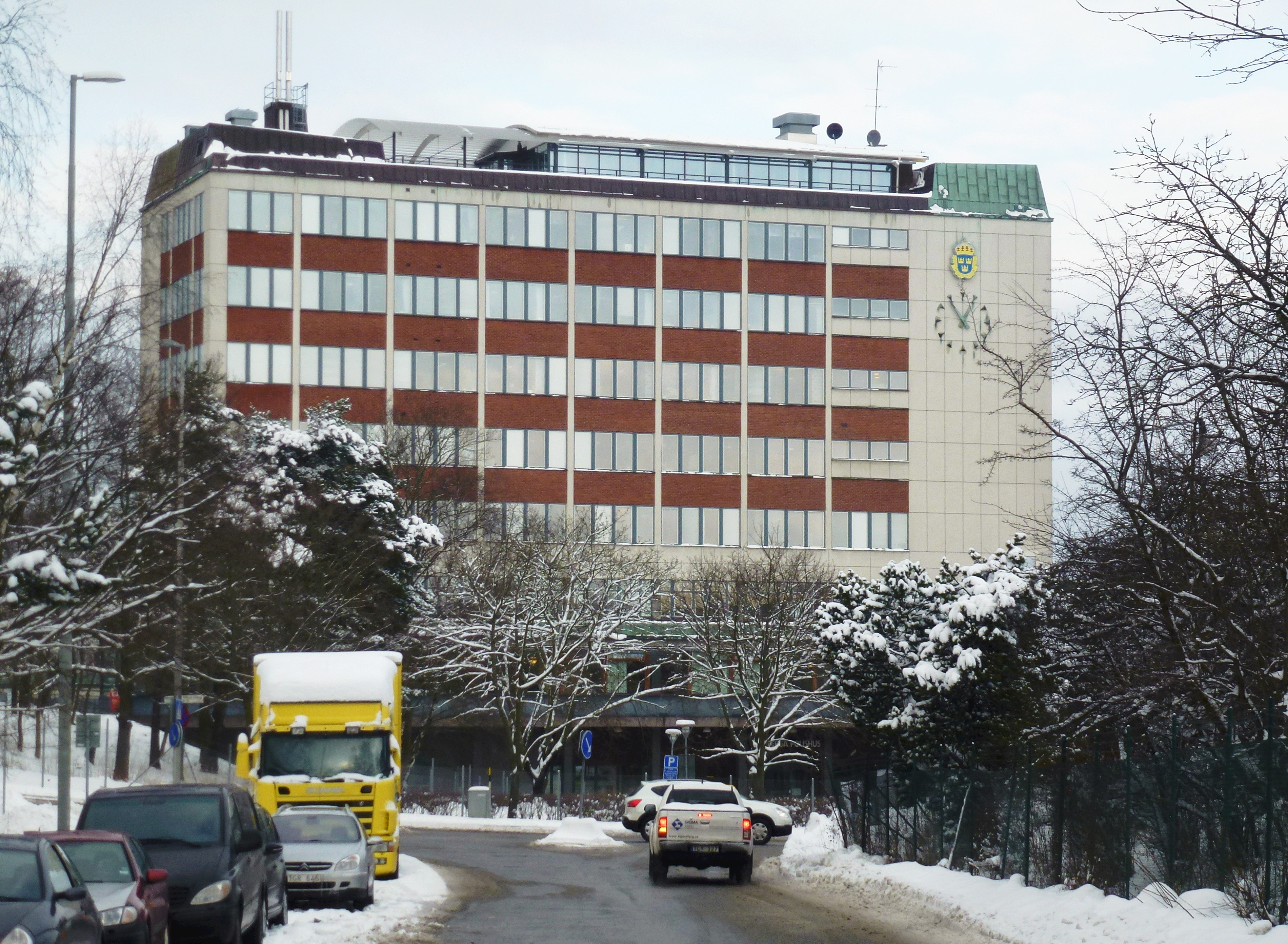
Västberga yrkesskola (numera polishus).

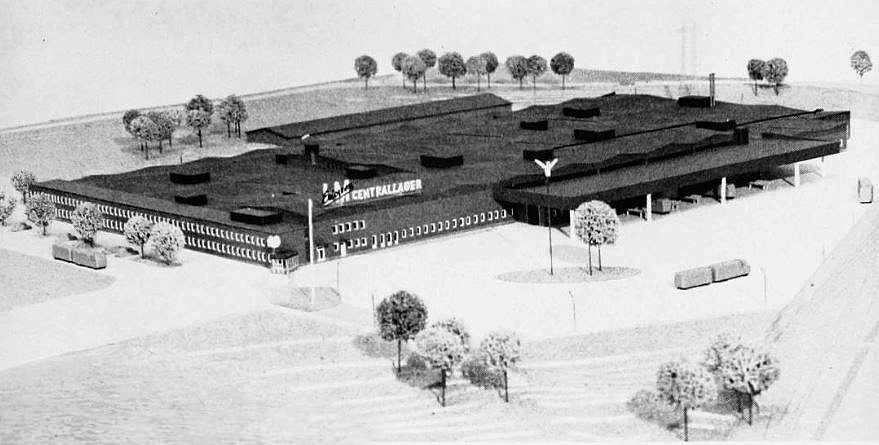
LM Ericssons centrallager, Flemingsberg.

- Snösätraskolan, Vallhornsgatan 21, Rågsved, Stockholm (1957)
- Yrkesskola, Stockholmsvägen 11, Enköping (1960)
- Yrkesskola i Kolbäck
- Västberga yrkesskola
- Skarpabyskolan
- Kyrka i Ljungaverk, Medelpad
- Hangarer och serviceverkstäder på Arlanda
- LM Ericssons centrallager, Flemingsberg (1964, 1974)